# Rani Mukerji
Rani Mukherjee, także: Mukherji (ur. 21 marca 1978 w Kalkucie) – indyjska aktorka filmowa wielokrotnie nagradzana i doceniana przez krytyków.

## Życiorys
Jej ojciec Ram Mukherjee był reżyserem filmowym i jednym z założycieli Filmalaya Studios. Matka Krishna Mukherjee pracowała jako piosenkarka playbackowa. Jej starszy brat Raja Mukherjee jest producentem filmowym i reżyserem. Siostra jej matki, Debashree Roy, jest bengalską aktorką filmową, a kuzynka ze strony ojca, Kajol, indyjską aktorką filmową i jej rówieśniczką. Kuzyn ze strony ojca, Ayan Mukerji, jest scenarzystą i reżyserem filmowym.
Od debiutu w 1996 wystąpiła w blisko 40 filmach. Jako jedyna aktorka w tym samym roku (2005) zdobyła Nagrodę Filmfare dla Najlepszej Aktorki (Zakochani) i Nagrodę Filmfare dla Najlepszej Aktorki Drugoplanowej (Młodość). Jako jedyna w historii w tym samym roku (2006) zdobyła Nagrodę Filmfare dla Najlepszej Aktorki (Black) i Nagrodę Filmfare Krytyków dla Najlepszej Aktorki (Black). Łącznie zdobyła 7 Nagród Filmfare, co daje najlepszy wynik wśród wszystkich bollywoodzkich aktorek. Została też wyróżniono największą liczbą nagród IIFA (4). Nagrodę IIFA dla Najlepszej Aktorki zdobywała 3 lata z rzędu (za Zakochanych, Black, Nigdy nie mów żegnaj). Również jako jedyna aktorka zdobyła jednego roku nagrodę IIFA dla Najlepszej Aktorki (Zakochani) i Najlepszej Aktorki Drugoplanowej (Veer-Zaara).
Po kilku latach klap finansowych filmem przełomowym dla jej kariery okazał się No One Killed Jessica, który zebrał przychylne recenzje oraz został hitem w Box office. Za ten film Rani Mukherjee zdobyła swoją siódmą nagrodę Filmfare, bijąc tym samym rekord najwyższej liczby statuetek.
Była częścią zespołu, w skład którego wchodzili Shahrukh Khan, Saif Ali Khan, Preity Zinta, Arjun Rampal i Priyanka Chopra. Występowali na światowym tournée „Temptations 2004”.
Z mężem Adityą Choprą, za którego wyszła w 2014, ma córkę Adirę.

## Filmografia[13]
| Rok  | Film                                   | Rola                                | Uwagi |
| ---- | -------------------------------------- | ----------------------------------- | --- |
| 2023 | Romantycy                              | we własnej osobie                   | film dokumentalny, Netflix |
| 2023 | Mrs. Chatterjee Vs Norway              | Debika Chatterjee                   | |
| 2021 | Bunty Aur Babli 2                      | Vimmi Trivedi / Babli               | |
| 2021 | Koochie Koochie Hota Hai               | Tina                                | dubbing |
| 2019 | Mardaani 2                             | Shivani Shivaji Roy                 | |
| 2018 | Hichki                                 | Naina Mathur                        | |
| 2018 | Zero                                   | we własnej osobie                   | |
| 2014 | Nieustraszona (Mardaani)               | Shivani Shivaji Roy                 | |
| 2013 | Bombay Talkies                         | Gayatri                             | |
| 2012 | Talaash                                | Roshni Shekhawat                    | |
| 2012 | Aiyyaa                                 | Meenakshi Deshpande                 | |
| 2011 | No One Killed Jessica                  | Meera                               | Nagroda Filmfare dla Najlepszej Aktorki Drugoplanowej |
| 2009 | Dil Bole Hadippa!                      | Veera Kaur / Veer Pratap Singh      | |
| 2009 | Luck By Chance                         | we własnej osobie                   | występ gościnny |
| 2008 | Do zakochania jeden krok               |                                     | występ gościnny (piosenka) |
| 2008 | Thoda Pyaar Thoda Magic                | Geeta                               | |
| 2007 | Om Shanti Om                           |                                     | występ gościnny |
| 2007 | Saawariya                              | Gulabji                             | Nominowana Nagroda Filmfare dla Najlepszej Aktorki Drugoplanowej& Nominowana Nagroda IIFA dla Najlepszej Aktorki Drugoplanowej                                                   |
| 2007 | Podróż kobiety                         | Vibhavari Sahay (Badki) / Natasha   | Nominowana Nagroda Filmfare dla Najlepszej Aktorki |
| 2007 | Tara Rum Pum                           | Radhika Shekar Rai Banerjee (Shona) | |
| 2006 | Baabul                                 | Malvika „Milli” Talwar / Kapoor     | |
| 2006 | Nigdy nie mów żegnaj                   | Maya Talwar                         | Nagroda IIFA dla Najlepszej Aktorki, Nominowana Nagroda Filmfare dla Najlepszej Aktorki & Nagroda Star Screen dla Najlepszej Pary (Rani Mukerji & Shahrukh Khan)                 |
| 2005 | Rebeliant                              | Heera                               | |
| 2005 | Paheli                                 | Lachchi                             | |
| 2005 | Bunty i Babli                          | Vimmi (Babli)                       | Nominowana, Nagroda Filmfare dla Najlepszej Aktorki, Nominowana Nagroda IIFA dla Najlepszej Aktorki & Nagroda Star Screen dla Najlepszej Pary (Rani Mukerji & Abhishek Bachchan) |
| 2005 | Black                                  | Michelle McNally                    | Nagrodzona, Nagroda Filmfare dla Najlepszej Aktorki & Nagroda Filmfare Krytyków dla Najlepszego Aktora & Nagroda IIFA dla Najlepszej Aktorki                                     |
| 2004 | Veer-Zaara                             | Saamiya Siddiqui                    | Nominowana, Nagroda Filmfare dla Najlepszej Aktorki Drugoplanowej, Nagrodzona Nagroda IIFA dla Najlepszej Aktorki Drugoplanowej                                                  |
| 2004 | Zakochani                              | Rhea Prakash                        | Nagrodzona, Nagroda Filmfare dla Najlepszej Aktorki, Nagroda IIFA dla Najlepszej Aktorki                                                                                         |
| 2004 | Młodość                                | Sashi Biswas                        | Nagrodzona, Nagroda Filmfare dla Najlepszej Aktorki Drugoplanowej, Nominowana Nagroda IIFA dla Najlepszej Aktorki Drugoplanowej                                                  |
| 2003 | LOC Kargil                             | Hema                                | |
| 2003 | Gdyby jutra nie było                   |                                     | występ gościnny (piosenka) |
| 2003 | Chori Chori: Każdy ma prawo do miłości | Khushi                              | |
| 2003 | Calcutta Mail                          | Bulbul                              | |
| 2003 | Chalte Chalte – Blisko siebie          | Priya Chopra                        | Nominowana, Nagroda Filmfare dla Najlepszej Aktorki, Nominowana Nagroda IIFA dla Najlepszej Aktorki                                                                              |
| 2002 | Ukochana                               | Dr. Suhani Sharma                   | Nagrodzona, Nagroda Filmfare Krytyków dla Najlepszego Aktora & Nominowana, Nagroda Filmfare dla Najlepszej Aktorki, Nominowana Nagroda IIFA dla Najlepszej Aktorki               |
| 2002 | Hazard, Bogowie i LSD                  | we własnej osobie                   | film dokumentalny |
| 2002 | Czy chcesz być moim przyjacielem?      | Pooja Sahani                        | |
| 2002 | Chalo Ishq Ladaaye                     | Sapna                               | |
| 2002 | Pyaar Diwana Hota Hai                  | Payal Khurana                       | |
| 2001 | Czasem słońce, czasem deszcz           | Naina                               | |
| 2001 | Nayak                                  | Manjari                             | |
| 2001 | Bas Itna Sa Khwaab Hai                 | Pooja Shrivastav                    | |
| 2001 | Po cichu i w sekrecie                  | Priya Malhotra                      | |
| 2000 | Snegithiye                             |                                     | |
| 2000 | Kahin Pyaar Na Ho Jaaye                | Priya Sharma                        | |
| 2000 | Har Dil Jo Pyaar Karega                | Pooja Oberoi                        | Nominowana, Nagroda Filmfare dla Najlepszej Aktorki Drugoplanowej |
| 2000 | Bichhoo                                | Kiran Bali                          | |
| 2000 | Hadh Kardi Aapne                       | Anjali Khanna                       | |
| 2000 | Hey Ram                                | Aparna Ram                          | |
| 2000 | Badal                                  | Soni                                | |
| 1999 | Hello Brother                          | Rani                                | |
| 1999 | Mann                                   |                                     | występ gościnny (piosenka) |
| 1998 | Mehndi                                 |                                     | |
| 1998 | Coś się dzieje                         | Tina Malhotra                       | Nagrodzona, Nagroda Filmfare dla Najlepszej Aktorki Drugoplanowej |
| 1998 | Ghulam                                 | Alisha                              | |
| 1996 | Raja Ki Aayegi Baraat                  | Mala                                | |
| 1992 | Biyer Phool                            |                                     | rola epizodyczna, film bengalski |

## Nagrody
- 1997 - Star Screen Award, Best Fresh Talent, Raja Ki Aayegi Baraat
- 1998 - Zee Cine Award, Lux Face of the Year, Ghulam & Kuch Kuch Hota Hai
- 1998 – Zee Cine Award, Best Actor in a Supporting Role- Female, Kuch Kuch Hota Hai
- 1999 – Filmfare Award dla Najlepszej Aktorki Drugoplanowej, Kuch Kuch Hota Hai
- 2001 - Aashirwaad Awards Best Female Performance Of The Year, Har Dil Jo Pyar Karega
- 2002 - Star Screen Award, „Special Jury Award”, Saathiya
- 2002 - Anandlok Awards, „Best Actress”, Saathiya
- 2003 - Sansui Award Jury's Choice Best Actress, Saathyia
- 2002 - Bollywood Awards, „Most Sensational Actress”, Saathiya
- 2003 - Bengal Film Journalists' Association Awards, Best Actress (Hindi Movies), Saathiya
- 2003 - Sansui Awards Jury's Choice Best Actress, Saathiya
- 2003 - Anandolok Puroshkar Awards Best Actress, Saathiya
- 2003 - Filmfare Award, Critics Award for Best Performance, Saathiya
- 2003 – Bollywood Movie Award – Critics Award Female, Saathiya
- 2004 - BBC Film Cafe „Best Actress”, Chalte Chalte
- 2004 - Rajiv Gandhi Award
- 2004 - Zee Cine Award, Best Actor - Female, Hum Tum
- 2004 - Screen Videocon Awards, „Best Actress”, Hum Tum
- 2004 - Screen Videocon Awards, „Best Actress in a Supporting Role”, Yuva
- 2004 - Sports World Award, „Best Actress”, Hum Tum
- 2004 - Sports World Award, „Best Actress in a Supporting Role”, Veer-Zaara
- 2004 - Sports World „Jodi of the Year” (Saif Ali Khan & Rani Mukerji), Hum Tum
- 2004 - Cinegoers Award „Best Actress in a Supporting Role”, Yuva
- 2004 - Bollywood Awards, „Best Actress”, Hum Tum
- 2004 - Bollywood Awards, „Best Actress in a Supporting Role”, Yuva
- 2004 - Anandlok Awards, „Best Actress”, Hum Tum
- 2004 - Lion Awards, „Achievement in Cinema”
- 2005 - IIFA Best Actress Award, Hum Tum
- 2005 - IIFA Best Actress in A Supporting Role, Veer-Zaara
- 2005 - GIF Award „Best Actress”, Hum Tum
- 2005 - Star Screen Award, Best Actress, Hum Tum
- 2005 - Star Screen Award Best Supporting Actress, Yuva
- 2006 - Filmfare Award dla Najlepszej Aktorki, Hum Tum
- 2006 – Filmfare Award dla Najlepszej Aktorki Drugoplanowej, Yuva
- 2006 - Rediff Movie Awards „Best Actress”, Black
- 2006 - The Lycra MTV Style Awards Most Stylish Actor - Female
- 2006 - Anandolok Puroshkar Awards Best Actress, Black
- 2006 - Bollywood Fashion Awards Celebrity Style Female Award
- 2006 - Cinegoers Awards Best Actress, Hum Tum
- 2006 - Anandolok Puroshkar Awards Best Actress, Black
- 2006 - Cinegoers Awards Best Actress in a Supporting Role, Veer-Zaara
- 2006 - Star Screen Award, Best Actress, Black
- 2006 - Star Screen Award, Jodi No. 1, (Abhishek Bachchan & Rani Mukerji), Bunty Aur Babli
- 2006 - Star's Sabsey Favourite Heroine, Hum Tum, Veer-Zaara
- 2006 - Stardust, Star of the Year Award - Female, Black
- 2006 - 2nd Apsara Awards "Best Actress", Black
- 2006 - Zee Cine Award, Best Actor- Female, Black
- 2006 – Bollywood Movie Award – Best Actress, Hum Tum
- 2006 – Bollywood Movie Award – Best Supporting Actress, Yuva
- 2006 - Filmfare Award dla Najlepszej Aktorki, Black
- 2006 - Filmfare Award, Critics Award for Best Performance, Black
- 2006 – IIFA Best Actress Award, Black
- 2006 - Star's Sabsey Favourite Heroine, Black
- 2006 - Idea Zee Fashion Awards Celebrity Model of the Year
- 2006 - Bollywood People's Choice Best Actress, Black
- 2006 - 2nd Edition Pogo Voice Awards Most Amazing Actress, Bunty Aur Babli
- 2006 - Sony Viewers Choice Best Actress, Black
- 2006 - Sony Film Jury Best Actress of the Year, Black
- 2006 - Sports World Awards Best Actress, Black
- 2006 - Bengal Film Journalists' Association Awards, Best Actress (Hindi Movie), Black
- 2006 - BBC Film Cafe Best Actress, Black
- 2006 - Bollywood Awards Best Actress, Black
- 2007 - Star's Sabsey Favourite Heroine, Kabhi Alvida Naa Kehna
- 2007 – IIFA Best Actress Award, Kabhi Alvida Naa Kehna
- 2007 - BBC Film Cafe Best Actress, Kabhi Alvida Naa Kehna
- 2007 – Star Screen Award, Jodi No. 1 (Shahrukh Khan & Rani Mukerji), Kabhi Alvida Naa Kehna
- 2008 - Star's Sabsey Favourite Heroine, Ta Ra Rum Pum and Laaga Chunari Mein Daag
- 2009 - TV Ki Raani Award (Królowa Telewizji)
- 2009 – V. Shantaram Award, Best Actress, Dil Bole Hadippa!
- 2009 - IIFA & FICCI „Most Powerful Entertainers of the Decade” Award
- 2010 - Anandolok Puroshkar Award Best Actress (Critics Choice), Dil Bole Hadippa!
- 2011 - Kelvinator Gr8 Women (Achievers) Award dla Aktorki Dekady
- 2011 - Spa Diva 2010 Award
- 2011 - Young Women Achievers Award Excellence in Cinema
- 2011 - Dada Saheb Phalke Award Outstanding Performance, No One Killed Jessica
- 2011 - 2nd Annual India Leadership Conclave 2011 dla Aktorki Dekady
- 2011 - Anandolok Puroshkar Award Best Actress, No One Killed Jessica
- 2011 - Big Star Entertainment Award, Most Entertaining Actress in a Social Role, No One Killed Jessica
- 2012 - Filmfare Award dla Najlepszej Aktorki Drugoplanowej, No One Killed Jessica